# Gardner Dozois

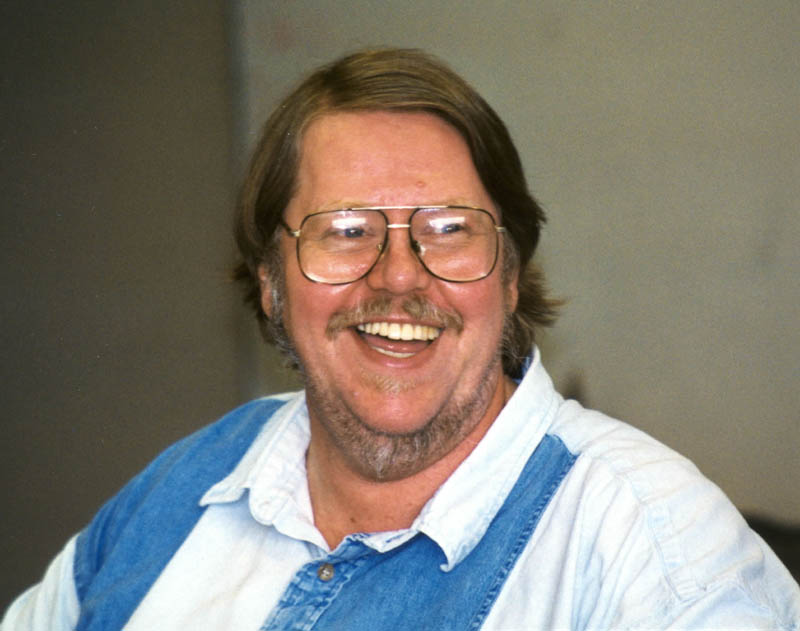
Gardner Dozois (1998)

Gardner Raymond Dozois (* 23. Juli 1947 in Salem, Massachusetts; † 27. Mai 2018 in Philadelphia) war ein US-amerikanischer Science-Fiction-Autor und -Herausgeber. Er war von 1984 bis 2004 Redakteur der Zeitschrift Asimov’s Science Fiction.

## Leben
Gardner Dozois verbrachte seine Kindheit in seinem Geburtsort und begann seiner Aussage nach Science-Fiction zu lesen, um der Kleinstadtatmosphäre seiner Heimatstadt zu entfliehen. Nach seinem Militärdienst in der US Army, den er teilweise in Deutschland ableistete, begann er, selbst Science-Fiction zu schreiben. Dozois lebte später in Philadelphia, Pennsylvania.

## Werk
Dozois erhielt zweimal den Nebula Award für die beste Kurzgeschichte – für The Peacemaker im Jahr 1983 und für Morning Child im Jahr 1984. Seine Kurzgeschichten wurden in The Visible Man (1977), Geodesic Dreams, Slow Dancing through Time (1990) und Strange Day (2001) veröffentlicht. Zwischen 1988 und 2019 wurde ihm fünfzehnmal der Hugo Award verliehen.
Beispiele für Romane von Dozois sind Nightmare Blue (1977, zusammen mit George Alec Effinger) und Strangers (1978). Nachdem Dozois Redakteur bei Asimov’s geworden war, schrieb er kaum noch selbst, jedoch gelang ihm nach seinem Ausstieg ein Comeback.
Dozois hält den Rekord von 16 Locus Awards, da er von 1988 bis 2004 beinahe jedes Jahr diesen Preis erhielt, jeweils als Herausgeber des Gewinners der Kategorie Beste Anthologie.
Dozois ist bekannt für seine Science-Fiction-Anthologien. Er war seit 1984 Chefredakteur von The Year’s Best Science Fiction, einer Serie von Science-Fiction-Literatur, die auch von ihm gegründet wurde. Er selbst gab verschiedene Anthologien mit Jack Dann heraus, die unter selbsterklärenden Titeln wie Cats („Katzen“), Dinosaurs („Dinosaurier“) oder Seaserpents („Seeschlangen“) erschienen sind.
Dozois zeigte stets ein besonderes Interesse für Abenteuer-Science-Fiction oder Space Opera, die er als Herz der Science-Fiction betrachtet. 2011 wurde er in die Science Fiction Hall of Fame aufgenommen.
2001 veröffentlichte Michael Swanwick ein Interview mit Dozois, das ein ganzes Buch füllt, unter dem Titel Being Gardner Dozois. Dieses Buch behandelt jedes literarische Werk, das Dozois bis dahin geschrieben hatte.

## Bibliographie
Romane 
- 1975 Nightmare Blue mit George Alec Effinger, ISBN 978-0-00-614617-9
- 1978 Strangers (deutsch: Fremde, Moewig, 1981) ISBN 3-8118-3512-2
- 2008 Hunter’s Run mit George R. R. Martin und Daniel Abraham ISBN 978-0-06-137329-9

Kurzgeschichtensammlungen 
- 1977 The Visible Man
- 1990 Slow Dancing Through Time ISBN 978-0-942681-03-1
- 1992 Geodesic Dreams ISBN 978-0-441-00021-0
- 2001 Strange Days: Fabulous Journeys with Gardner Dozois
- 2004 Morning Child and Other Stories ISBN 978-0-7434-9318-5

Kurzgeschichten (Auswahl) 
- 1971 A Special Kind of Morning (deutsch: Irgendwo ist immer ein wundervoller Morgen, 1982)
- 1972 Machines of Loving Grace (deutsch: Maschinen von liebevoller Güte, 1988)
- 1973 Chains of the Sea (deutsch: Die Fesseln der See, 1983)
- 1983 A Traveler in an Antique Land
- 1983 The Peacemaker, Nebula Award
- 1984 Morning Child, (deutsch: Morgenkind, 1986) Nebula Award
- 1999 A Knight of Ghosts and Shadows
- 2005 When the Great Days Came in (The Magazine of Fantasy & Science Fiction Dezember 2005)
- 2005 Shadow Twin mit George R. R. Martin und Daniel Abraham
- 2006 Counterfactual in (The Magazine of Fantasy & Science Fiction June 2006)

Sachbücher 
- The Fiction of James Tiptree, Jr. (1977, ISBN 978-0-916186-04-3)
- Writing Science Fiction & Fantasy (1993, ISBN 978-0-312-08926-9) (mit Stanley Schmidt and Sheila Williams zusammen herausgegeben)

Anthologien 
- A Day in the Life (1973, ISBN 978-0-06-080307-0)
- Future Power (1976) (mit Jack Dann zusammen herausgegeben)
- Another World: Adventures in Otherness (1977, ISBN 978-0-695-40695-0)
- Ripper (1988, ISBN 978-0-8125-1700-2) (mit Susan Casper zusammen herausgegeben)
- Modern Classics of Science Fiction (1992, ISBN 978-0-312-07238-4)
- Future Earths: Under African Skies (1993, ISBN 978-0-88677-544-5) (zusammen mit Mike Resnick herausgegeben)
- Future Earths: Under South American Skies (1993, ISBN 978-0-88677-581-0) (zusammen mit Mike Resnick herausgegeben)
- Modern Classics: Short Novels of Science Fiction (1994, ISBN 978-0-312-10504-4)
- Mammoth Book of Contemporary SF Masters (1994, ISBN 978-1-85487-297-5)
- Killing Me Softly (1995)
- Dying for It (1997)
- Modern Classics of Fantasy (1997, ISBN 978-0-312-16931-2)
- Roads Not Taken: Tales of Alternate History (1998, ISBN 978-0-345-42194-4) (zusammen mit Stanley Schmidt herausgegeben)
- The Good Old Stuff: Adventure SF in the Grand Tradition (1998, ISBN 978-0-312-19275-4)
- The Good New Stuff: Adventure in SF in the Grand Tradition (1999, ISBN 978-0-312-19890-9)
- Explorers: SF Adventures to Far Horizons (2000, ISBN 978-0-312-25462-9)
- The Furthest Horizon: SF Adventures to the Far Future (2000, ISBN 978-0-312-26326-3)
- Worldmakers: SF Adventures in Terraforming (2001, ISBN 978-0-312-27570-9)
- Supermen: Tales of the Posthuman Future (2002, ISBN 978-0-312-27569-3)
- Galileo’s Children: Tales of Science vs. Superstition (2005, ISBN 978-1-59102-315-9)
- One Million A.D. (2005, ISBN 0-7394-6273-3)
- Nebula Awards Showcase 2006 (2006, ISBN 978-0-451-46064-6)
- Escape From Earth: New Adventures in Space (2006, ISBN 1-58288-225-8) (zusammen mit Jack Dann herausgegeben)
- Wizards: Magical Tales From the Masters of Modern Fantasy (2007, ISBN 978-0-425-21518-0) (zusammen mit Jack Dann herausgegeben)
- The New Space Opera (2007, ISBN 978-0-06-084675-6) (zusammen mit Jonathan Strahan herausgegeben)
- Galactic Empires (2007)
- Königin im Exil, Dangerous Women, (2013) mit George R. R. Martin

Anthologien mit Jack Dann herausgegeben 
Bis 1995 auch bekannt als „Magic Tales Anthology Series“
- Unicorns! (1982)
- Bestiary! (1986, ISBN 978-0-441-05508-1)
- Mermaids! (1986, ISBN 978-0-441-52567-6)
- Sorcerers! (1986, ISBN 978-0-441-77532-3)
- Demons! (1987, ISBN 978-0-441-14264-4)
- Magicats! (1987, ISBN 978-0-441-51532-5)
- Dogtales! (1988, ISBN 978-0-441-15760-0)
- Seaserpents! (1989, ISBN 978-0-441-75682-7)
- Dinosaurs! (1990, ISBN 978-0-441-14883-7)
- Little People! (1990, ISBN 978-0-441-50391-9)
- Magicats II (1991, ISBN 978-0-441-51533-2)
- Unicorns II (1992, ISBN 978-0-441-84564-4)
- Dragons! (1993, ISBN 978-0-441-16631-2)
- Invaders! (1993, ISBN 978-0-441-01519-1)
- Horses! (1994, ISBN 978-0-441-00057-9)
- Angels! (1995, ISBN 978-0-441-00220-7)
- Dinosaurs II (1995, ISBN 978-0-441-00285-6)
- Hackers (1996, ISBN 978-0-441-00375-4)
- Timegates (1997, ISBN 978-0-441-00428-7)
- Clones (1998, ISBN 978-0-441-00522-2)
- Immortals (1998, ISBN 978-0-441-00539-0)
- Nanotech (1998, ISBN 978-0-441-00585-7)
- Armageddons (1999, ISBN 978-0-441-00675-5)
- Future War (1999, ISBN 0-441-00639-6)
- Aliens Among Us (2000, ISBN 978-0-441-00704-2)
- Genometry (2001, ISBN 978-0-441-00797-4)
- Space Soldiers (2001, ISBN 0-441-00824-0)
- Future Sports (2002, ISBN 978-0-441-00961-9)
- Beyond Flesh (2002, ISBN 978-0-441-00999-2)
- Future Crimes (2003, ISBN 978-0-441-01118-6)
- A.I.s (2004, ISBN 978-0-441-01216-9)
- Robots (2005, ISBN 0-441-01321-X)
- Beyond Singularity (2005, ISBN 978-0-441-01363-0)
- Futures Past (2006, ISBN 978-0-441-01454-5)
- Dangerous Games (2007, ISBN 978-0-441-01490-3)

„Isaac Asimov’s“-Serie 
- Transcendental Tales from Isaac Asimov’s Science Fiction Magazine (1989, ISBN 978-0-89865-762-3)
- Time Travelers from Isaac Asimov’s Science Fiction Magazine (1989, ISBN 978-0-441-80935-6)
- Isaac Asimov’s Robots (1991, ISBN 978-0-441-37376-5) (zusammen mit Sheila Williams herausgegeben)
- Isaac Asimov’s Aliens (1991, ISBN 978-0-441-01672-3)
- Isaac Asimov’s Mars (1991, ISBN 978-0-441-37375-8)
- Isaac Asimov’s Earth (1992, ISBN 978-0-441-37377-2) (zusammen mit Sheila Williams herausgegeben)
- Isaac Asimov’s War (1993, ISBN 978-0-441-37393-2)
- Isaac Asimov’s SF Lite (1993, ISBN 978-0-441-37389-5)
- Isaac Asimov’s Cyberdreams (1994)
- Isaac Asimov’s Skin Deep (1995, ISBN 978-0-441-00190-3) (zusammen mit Sheila Williams herausgegeben)
- Isaac Asimov’s Ghosts (1995, ISBN 978-0-441-00254-2) (zusammen mit Sheila Williams herausgegeben)
- Isaac Asimov’s Vampires (1996, ISBN 978-0-441-00387-7) (zusammen mit Sheila Williams herausgegeben)
- Isaac Asimov’s Moons (1997, ISBN 978-0-441-00453-9) (zusammen mit Sheila Williams herausgegeben)
- Isaac Asimov’s Christmas (1997, ISBN 978-0-441-00491-1) (zusammen mit Sheila Williams herausgegeben)
- Isaac Asimov’s Detectives (1998, ISBN 978-0-441-00545-1) (zusammen mit Sheila Williams herausgegeben)
- Isaac Asimov’s Camelot (1998, ISBN 978-0-441-00527-7) (zusammen mit Sheila Williams herausgegeben)
- Isaac Asimov’s Solar System (1999, ISBN 978-0-441-00698-4) (zusammen mit Sheila Williams herausgegeben)
- Isaac Asimov’s Werewolves (1999, ISBN 978-0-441-00661-8) (zusammen mit Sheila Williams herausgegeben)
- Isaac Asimov’s Valentines (1999, ISBN 978-0-441-00602-1) (zusammen mit Sheila Williams herausgegeben)
- Isaac Asimov’s Halloween (1999, ISBN 978-0-441-00854-4) (zusammen mit Sheila Williams herausgegeben)
- Isaac Asimov’s Utopias (2000, ISBN 978-0-441-00784-4) (zusammen mit Sheila Williams herausgegeben)
- Isaac Asimov’s Mother’s Day (2000, ISBN 978-0-441-00721-9) (zusammen mit Sheila Williams herausgegeben)
- Isaac Asimov’s Father’s Day (2001, ISBN 978-0-441-00874-2) (zusammen mit Sheila Williams herausgegeben)

Year’s Best Science Fiction-Serie 
- The Year’s Best Science Fiction: First Annual Collection (1984)
- The Year’s Best Science Fiction: Second Annual Collection (1985)
- The Year’s Best Science Fiction: Third Annual Collection (1986)
- The Year’s Best Science Fiction: Fourth Annual Collection (1987)
- The Year’s Best Science Fiction: Fifth Annual Collection (1988)
- The Year’s Best Science Fiction: Sixth Annual Collection (1989)
- The Year’s Best Science Fiction: Seventh Annual Collection (1990)
- The Year’s Best Science Fiction: Eighth Annual Collection (1991)
- The Year’s Best Science Fiction: Ninth Annual Collection (1992)
- The Year’s Best Science Fiction: Tenth Annual Collection (1993)
- The Year’s Best Science Fiction: Eleventh Annual Collection (1994)
- The Year’s Best Science Fiction: Twelfth Annual Collection (1995)
- The Year’s Best Science Fiction: Thirteenth Annual Collection (1996)
- The Year’s Best Science Fiction: Fourteenth Annual Collection (1997)
- The Year’s Best Science Fiction: Fifteenth Annual Collection (1998)
- The Year’s Best Science Fiction: Sixteenth Annual Collection (1999)
- The Year’s Best Science Fiction: Seventeenth Annual Collection (2000)
- The Year’s Best Science Fiction: Eighteenth Annual Collection (2001)
- The Year’s Best Science Fiction: Nineteenth Annual Collection (2002)
- The Year’s Best Science Fiction: Twentieth Annual Collection (2003)
- The Year’s Best Science Fiction: Twenty-First Annual Collection (2004)
- Best of the Best: 20 Years of the Year’s Best Science Fiction (2005, Anthologie aus den bisherigen Year’s Best Science Fiction-Ausgaben)
- The Year’s Best Science Fiction: Twenty-Second Annual Collection (2005)
- The Year’s Best Science Fiction: Twenty-Third Annual Collection (2006)
- Best of the Best Volume 2: 20 Years of the Year’s Best Short Science Fiction Novels (2007, Anthologie aus bisherigen Year’s Best Science Fiction-Ausgaben)
- The Year’s Best Science Fiction: Twenty-Fourth Annual Collection (2007)
- The Year’s Best Science Fiction: Twenty-Fifth Annual Collection (2008)